# Электротележка

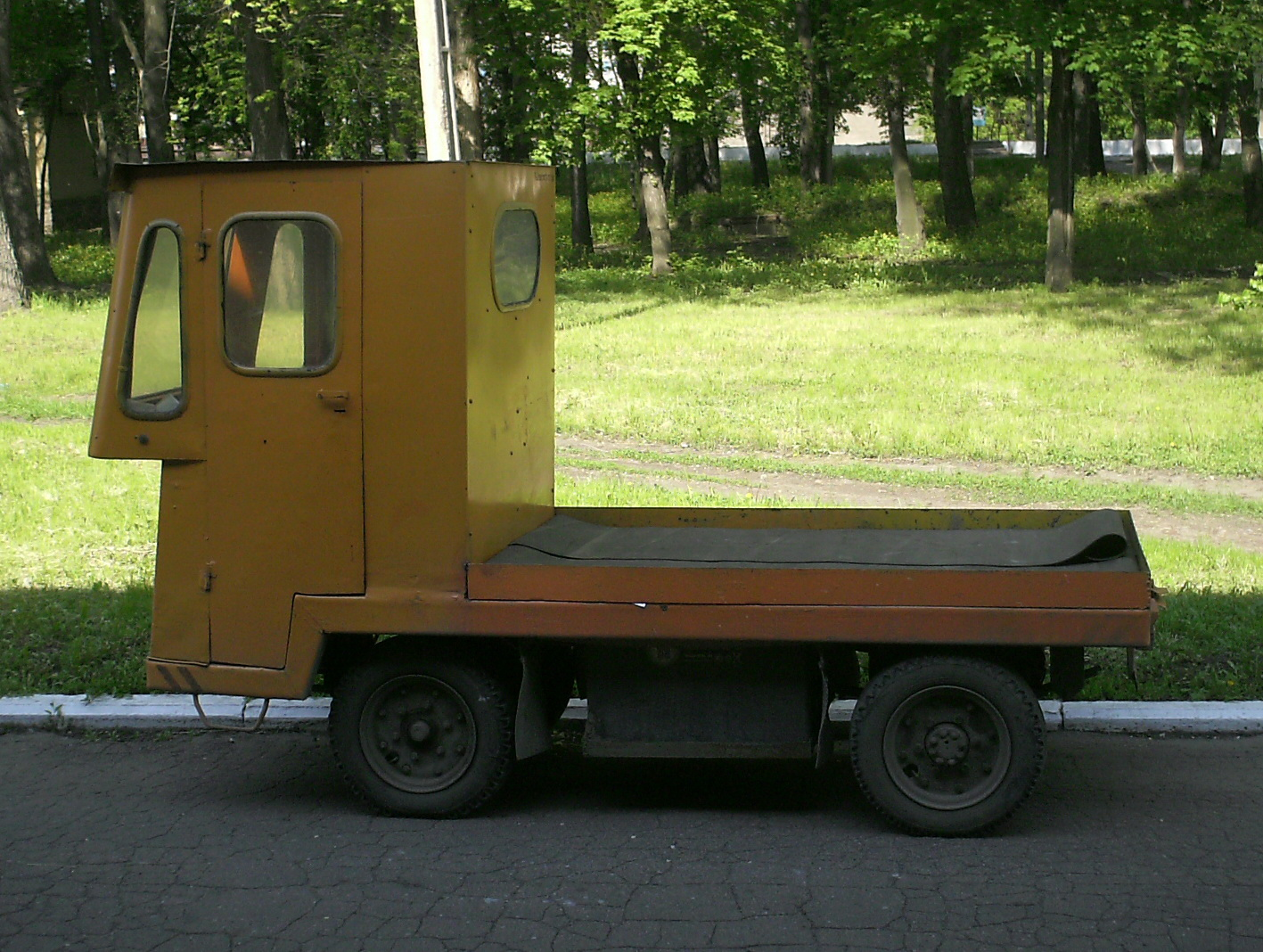
Электрокар на территории НКМЗ

Электрока́р, электрока́ра, электротележка, платформенная тележка (от электро… и англ. car — тележка) — вид компактного электротранспорта упрощённой конструкции, колёсная тележка с приводом преимущественно от коллекторного электродвигателя постоянного тока, питающегося от аккумуляторов (как правило, свинцово-кислотных). Предназначен для перевозки грузов на относительно небольшие расстояния в пределах промышленных предприятий, в том числе внутри цехов, на складах, а также перронной работы в аэропортах и на железнодорожных вокзалах.

## Общие сведения
Электрокары широко применяются благодаря отсутствию вредных выхлопов на предприятиях для перевозки грузов внутри цехов, на закрытых складах, аэродромах, железнодорожных вокзалах и в портах. Большая часть электрокаров отличается компактными габаритами при достаточно высокой грузоподъёмности (от 0,25 до 5 т и более) и часто — колёсами с литыми резиновыми шинами (грузолентами). По конструкции к электрокарам близки электропогрузчики и коммунальные электромобили (последние отличаются наличием полного комплекта светотехнических приборов для передвижения по дорогам общего пользования). В качестве тяговых аккумуляторов используются как кислотные, так и щелочные (никель-кадмиевые).
На электрокарах и электропогрузчиках производства XX века (и их аналогах современного выпуска) установлен коллекторный тяговый двигатель, пуск — реостатный, причём на некоторых типах машин регулирование идёт не только за счёт введения реостата, но и за счёт пересоединения секций батареи — при параллельном соединении половин батареи напряжение вдвое ниже, при последовательном соединении напряжение и с ней скорость электрокара возрастают вдвое.
В последнее время большое значение приобрели электротягачи (самоходные электротележки) — тягачи, предназначенные для перевозки грузов в пределах предприятия, для средних дистанций перемещения, с частой сменой прицепных устройств (тележки). Важнейшими характеристиками для электротягача являются величина тягового усилия (до 25 т) и габаритные размеры самой электротележки. Имеются электротележки с управлением рычагом вместо руля и контроллером (3 скорости), масса с батареей 1500 кг, разрешённая нагрузка 1500 кг.
Электротягачи предназначены для буксировки тяжёлых грузов, крупных габаритов и большой длины. Также электротягачи используются для буксировки техники, которая не имеет самостоятельного хода. Электротягачи управляются оператором стоя или сидя, в зависимости от типа работы внутри или снаружи помещения. Большое распространение электротягачи приобрели в автомобильной промышленности.
Расстояния, на которые перемещаются грузы, могут быть разными в зависимости от площади склада, схем размещения складских зон и маршрутов транспортировки. На коротких трассах целесообразно использовать самоходные электротележки, сопровождаемые пешим оператором. При средних расстояниях перевозки и большей интенсивности работ применяют транспортировщики поддонов с платформой или площадкой для оператора. Для перемещения штучных грузов или грузов в прицепных контейнерах применяются электроприводные тягачи и платформенные тележки.
Также большое распространение получили электротележки с неподвижной платформой — предназначенные для перевозки грузов в стеснённых условиях по дорогам с твёрдым покрытием на промышленных предприятиях, складах, базах, портах, железнодорожных станциях и т. п. Среди них есть платформенные электротележки, предназначенные для механизации транспортных работ внутри цехов предприятий и складских помещений, перемещения в межстаночном пространстве, для подвоза грузов непосредственно к рабочим местам, габариты таких электротележек позволяют перемещать их в грузовых лифтах.
Во время работы водитель-оператор стоит на подпружиненной платформе, при этом можно регулировать высоту, что позволяет работать операторам с различным ростом. Удобная боковая рукоятка гарантирует безопасность работы. Платформа оператора является автоматическим выключателем тягача, при покидании — выходе оператора происходит автоматическое торможение. При этом энергия не расходуется зря, а дополнительно заряжает тяговую батарею посредством рекуперации.
Обычно электротягачи широко используются на предприятиях, где необходима горизонтальная комплектация грузов (промышленность, аэропорт, железная дорога, почта).

## Галерея

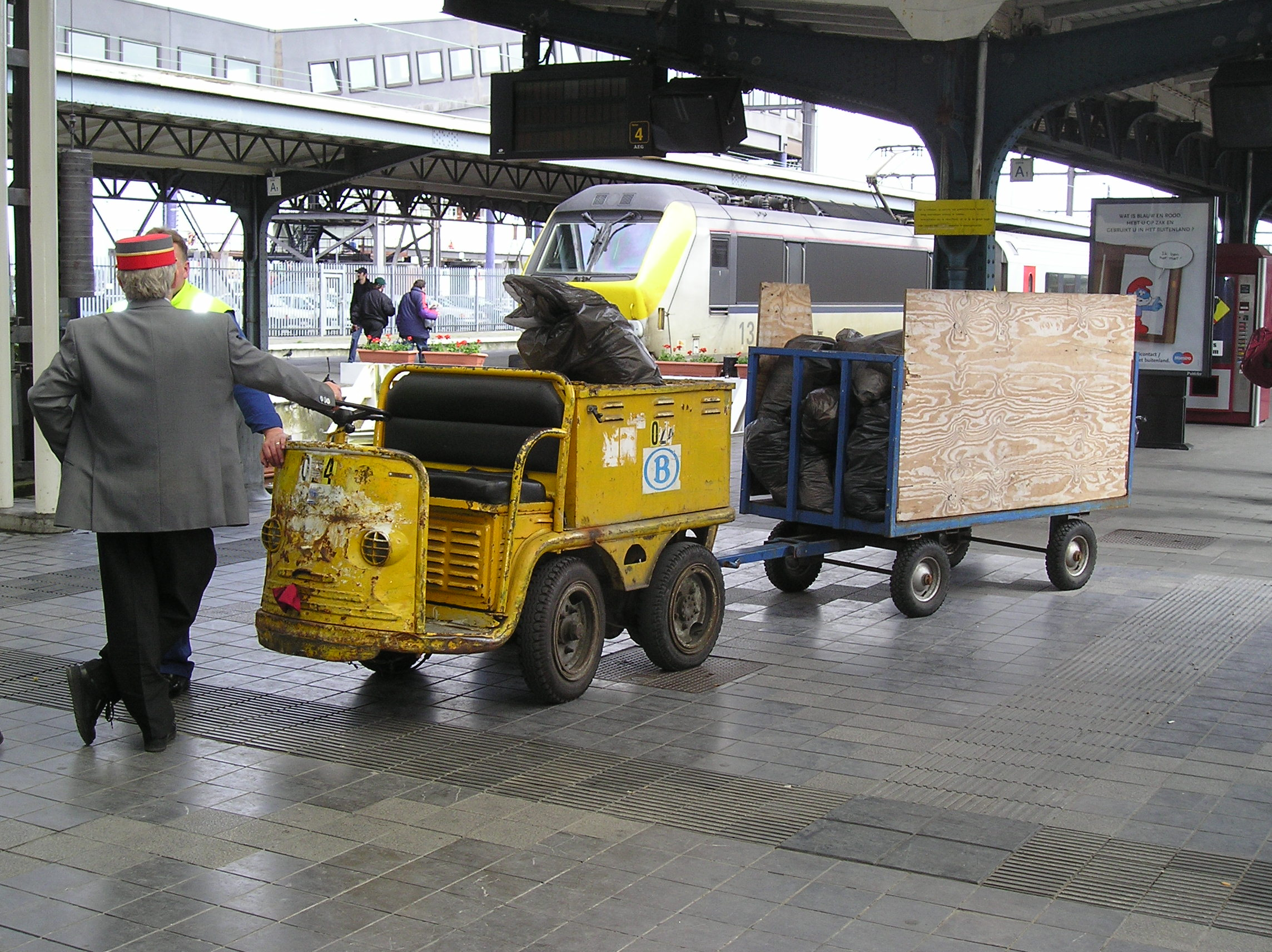
Электротягач
Электротягач
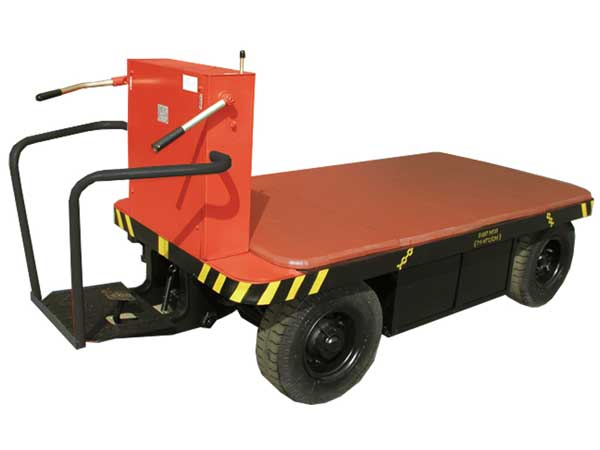
Электротележка
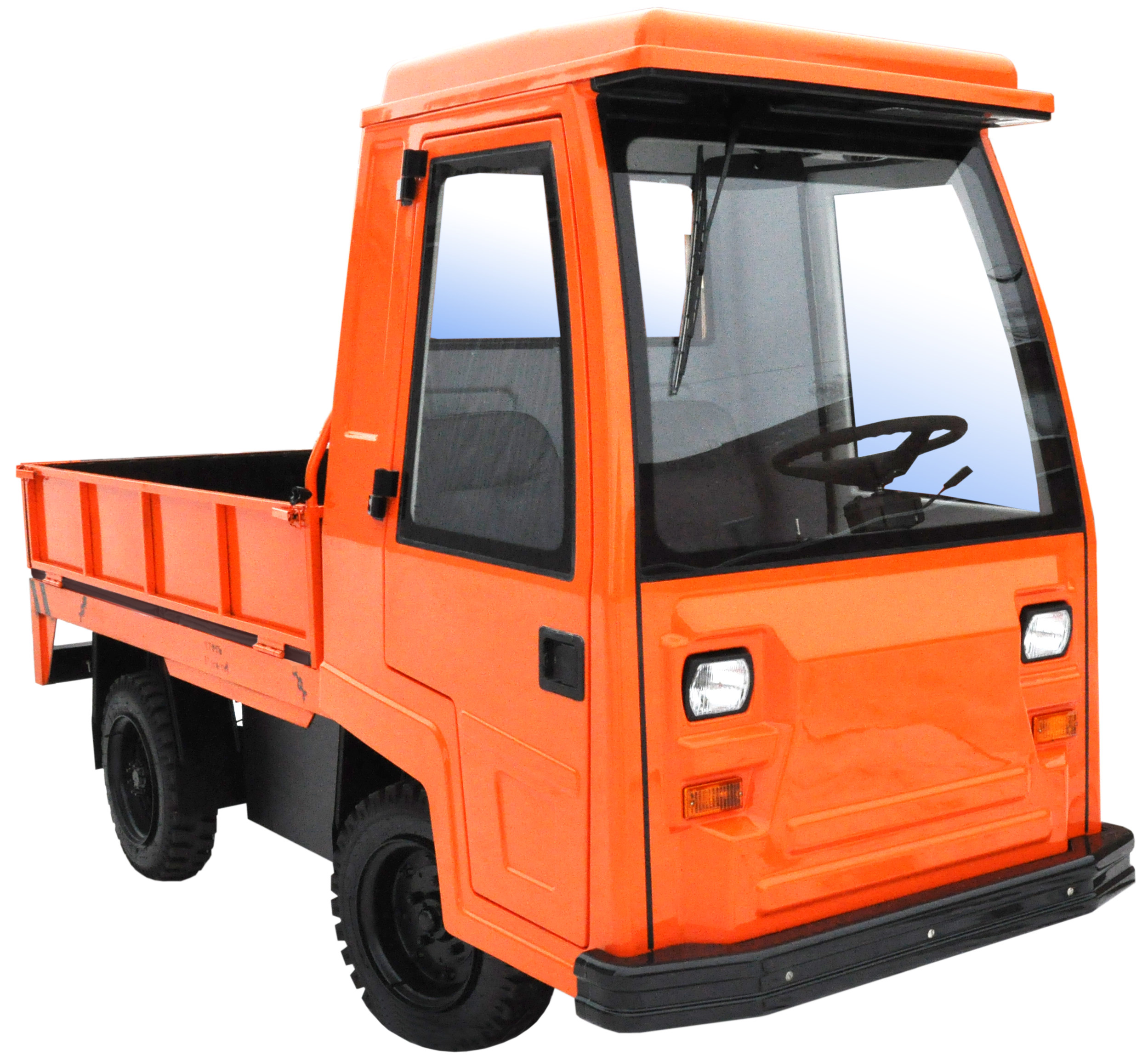
Электротележка
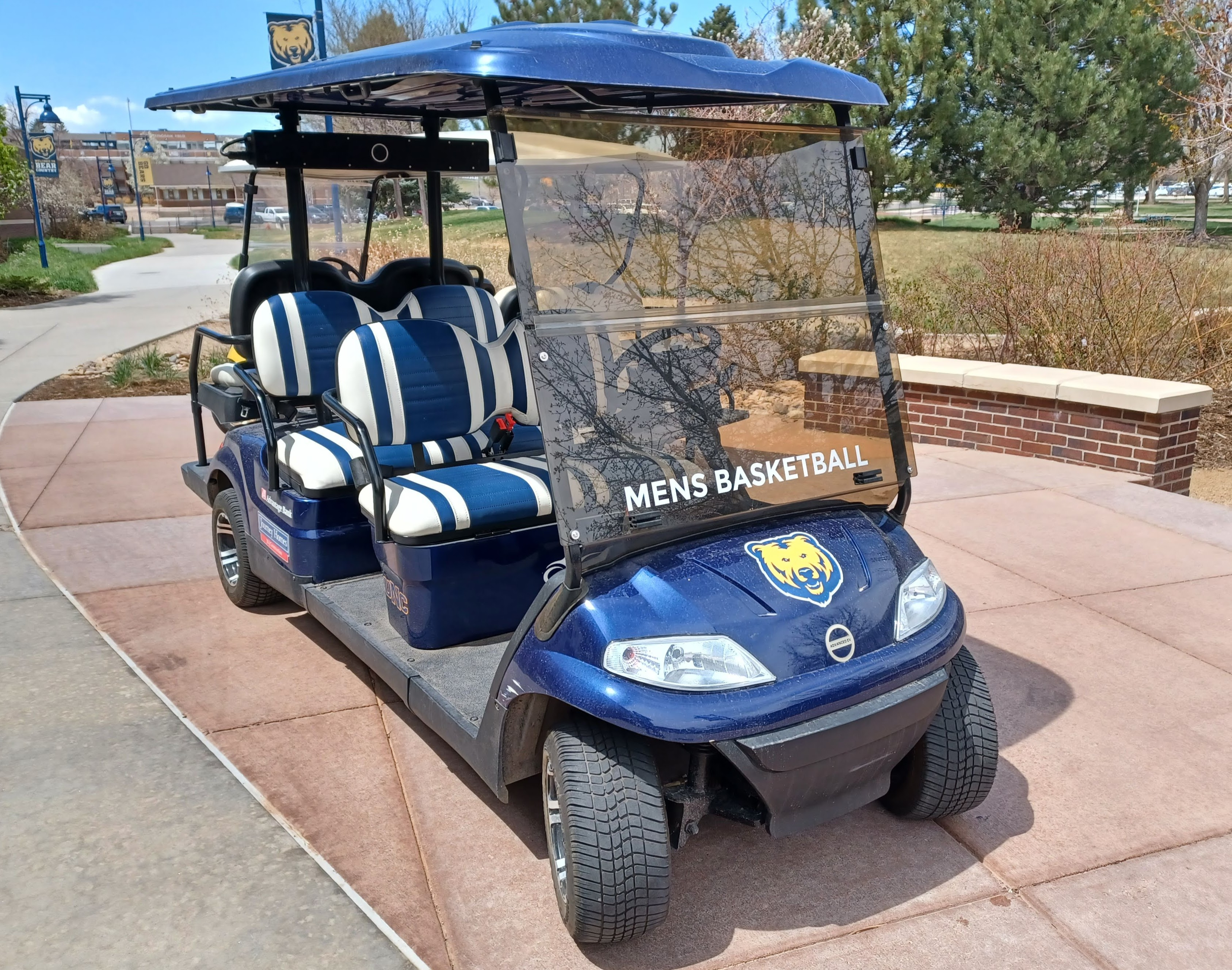
электрокар для перевозки пассажиров
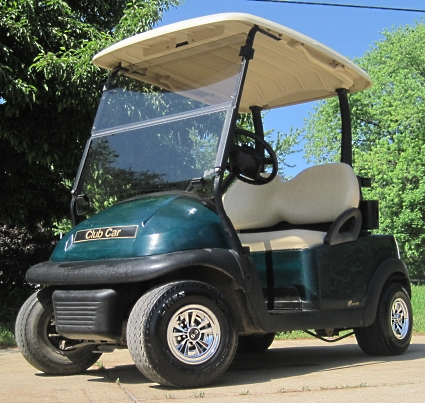
Гольф-кар